# Amanda Savard
Amanda Savard – kanadyjska zapaśniczka walcząca w stylu wolnym. Brązowa medalistka mistrzostw panamerykańskich w 2021 roku.
Zawodnik Concordia University.